# Ambrim
Ambrim – wyspa wulkaniczna w państwie Vanuatu na Oceanie Spokojnym.
Wyspa jest zamieszkana, znajdują się na niej plantacje palmy kokosowej i kawy. Nad wyspą góruje czynny wulkan Marum, w którego kraterze istnieje jezioro lawowe.
Swoją nazwę wyspa zawdzięcza Jamesowi Cookowi, który kotwicował przy wyspie w 1774 roku. Nazwa pochodzi od sformułowania ham rim w języku ranon, co oznacza „tu znajdziesz pochrzyny”.
Mimo niewielkich rozmiarów oraz populacji, mieszkańcy wyspy posługują się aż sześcioma różnymi językami: daakaka, dalkalaen, daakie, ambrym północny (ranon), lonwolwol oraz Port-Vato. Przyczyną tej różnorodności jest wulkaniczna pustynia, zajmująca większość centralnego obszaru wyspy, która utrudniała lub wręcz uniemożliwiała kontakty pomiędzy populacjami zamieszkującymi różne części wyspy.